# Clint Capela
Clint N'Dumba-Capela (Genebra, 18 de maio de 1994) é um jogador suíço de basquetebol profissional que atualmente joga pelo Houston Rockets da National Basketball Association (NBA).
Ele começou a carreira no Élan Chalon da França e foi selecionado pelo Houston Rockets como a 25ª escolha geral no draft da NBA de 2014.

## Primeiros anos
Capela, cujos pais são de Angola e Congo, nasceu em Genebra, na Suíça. Seus pais se separaram alguns meses após seu nascimento, deixando sua mãe criando ele e seus irmãos sozinha. 
Quando criança, ele gostava de futebol. Como ele tinha 1,90 m aos 13 anos, seu irmão sugeriu que ele trocasse de esporte. Depois de conhecer o ícone suíço de basquete Thabo Sefolosha, Capela ficou cada vez mais fascinado pelo esporte. 
Aos 15 anos, ele foi visto no Campeonato Europeu de Juniores com a equipe suíça e ingressou no centro de treinamento de Chalon-sur-Saône na França.

## Carreira profissional

### Élan Chalon (2012-2014)
Em 2012, Capela ingressou na equipe sênior do Élan Chalon do LNB Pro A.
Em 12 de abril de 2014, Capela representou a Equipe Mundial no Nike Hoop Summit de 2014. Mais tarde naquele mês, ele se declarou para o Draft da NBA de 2014.
Em maio de 2014, ele foi nomeado o Melhor Jogador Jovem e o Jogador que Mais Evoluiu na temporada de 2013-14 do LNB Pro A.

### Houston Rockets (2014-2020)
Em 26 de junho de 2014, Capela foi selecionado pelo Houston Rockets como a 25ª escolha no Draft da NBA de 2014. Em 25 de julho de 2014, ele assinou um contrato de 2 anos US$2.4 milhões com os Rockets. 
Em 30 de março de 2015, Capela marcou seus primeiros pontos na NBA, terminando o jogo com oito pontos e nove rebotes em uma derrota de 99-96 para o Toronto Raptors. Em 13 de abril, ele fez o seu melhor jogo da temporada pelos Rockets com 10 pontos e cinco rebotes na vitória sobre o Charlotte Hornets. Durante sua temporada de estreia, ele teve alguns jogos com o Rio Grande Valley Vipers da NBA Development League. Capela deu um passo à frente na pós-temporada, quando viu seus minutos aumentarem devido a lesão de Donatas Motiejūnas. Ele jogou em mais jogos de playoffs (17) do que na temporada regular de 2014-15 e obteve média de 3,4 pontos em 7,5 minutos por jogo na pós-temporada.
Em 6 de novembro de 2015, durante sua segunda temporada, Capela registrou seu primeiro duplo-duplo da carreira com 13 pontos e 12 rebotes em uma vitória de 116-110 sobre o Sacramento Kings. Em 29 de novembro, em uma vitória sobre o New York Knicks, Capela registrou seu terceiro duplo-duplo em quatro jogos. Durante o All-Star Weekend de 2016, Capela competiu pela equipe mundial no Rising Stars Challenge. Em 13 de abril, na partida final da temporada dos Rockets, Capela registrou um recorde pessoal de 17 rebotes na vitória por 116–81 sobre os Kings.
Em 19 de novembro de 2016, Capela marcou 20 pontos, um recorde pessoal, na vitória por 111–102 sobre o Utah Jazz. Em 27 de novembro de 2016, ele estabeleceu um novo recorde pessoal com 21 pontos contra o Portland Trail Blazers. Em 19 de dezembro de 2016, ele foi descartado por seis semanas depois de sofrer uma lesão na fíbula. Ele voltou à ação em 17 de janeiro de 2017 contra o Miami Heat depois de perder 15 jogos; ele foi titular contra o Miami, mas não marcou pontos em nove minutos.

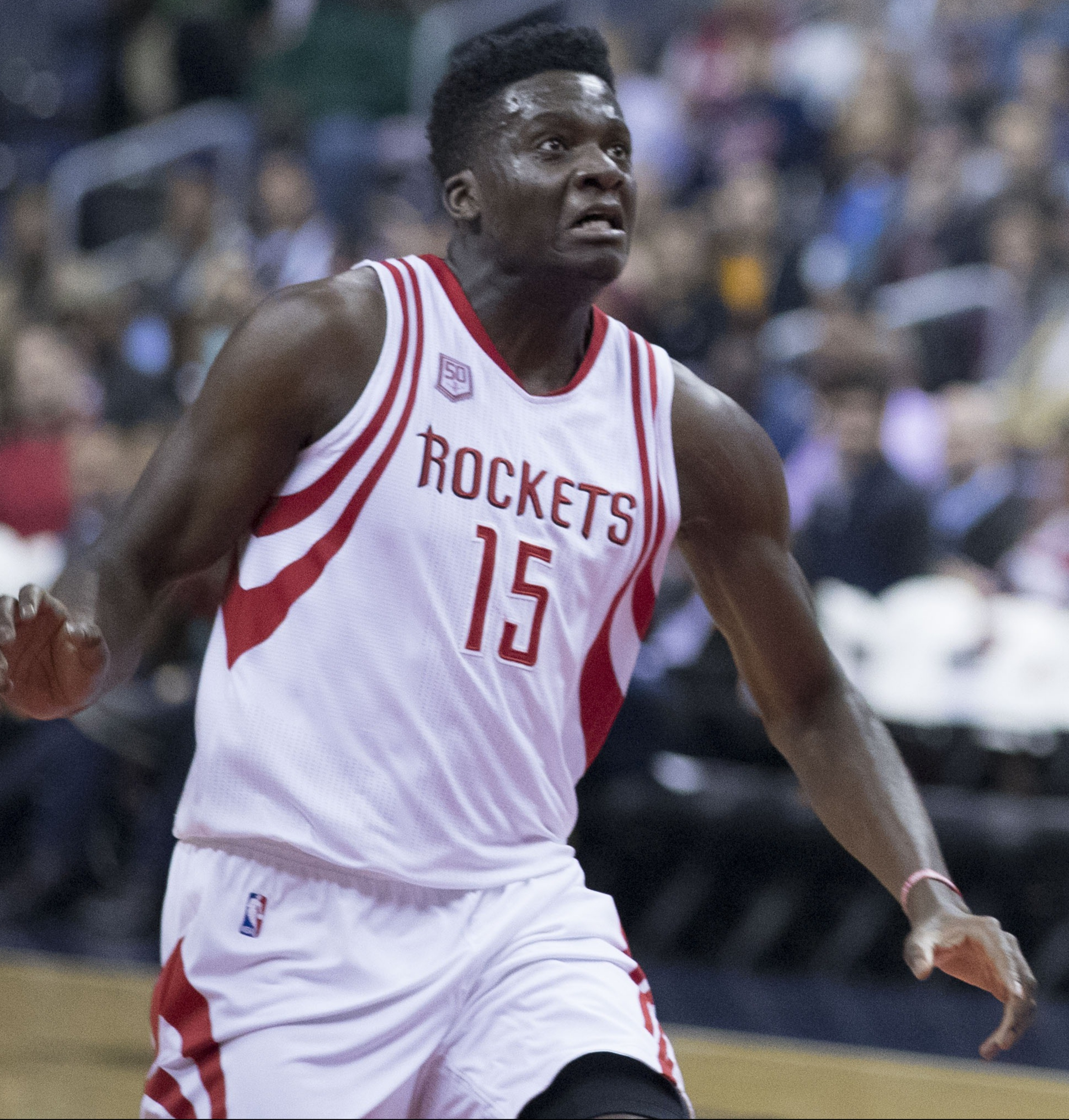
Capela jogando pelos Rockets em 2016.

Em 18 de outubro de 2017, Capela registrou 22 pontos e 17 rebotes em uma vitória de 105-100 sobre o Sacramento Kings. Sete dias depois, ele teve 16 pontos e 20 rebotes em uma vitória por 105-104 sobre o Philadelphia 76ers. No período do Natal, Capela havia acumulado 16 duplos-duplos em 28 jogos e ficou em primeiro lugar na NBA em porcentagem de arremessos certos. Em 9 de fevereiro de 2018, ele registrou 23 pontos e 25 rebotes em uma vitória de 130-104 sobre o Denver Nuggets, conquistando seu primeiro jogo de 20 pontos e 20 rebotes em sua carreira. Ele se tornou o jogador dos Rockets mais jovem a ter pelo menos 23 pontos e 25 rebotes em um jogo desde que Hakeem Olajuwon fez 30 pontos e 25 rebotes contra os Knicks em 14 de fevereiro de 1985. Capela foi vice-campeão do Prêmio de Jogador Que Mais Evoluiu nessa temporada após ter médias de 13,9 pontos, 10,8 rebotes e 1,8 bloqueios. Ele liderou a liga em porcentagem de arremessos certos (65%) enquanto ocupava o oitavo lugar em rebotes e o segundo em bloqueios. No Jogo 5 da primeira rodada dos playoffs contra o Minnesota Timberwolves, Capela registrou 26 pontos e 15 rebotes na vitória por 122-104.
Após a temporada de 2017-18, Capela tornou-se um agente livre restrito. Em 27 de julho de 2018, ele assinou uma extensão de cinco anos e US $ 90 milhões com os Rockets. Em 5 de novembro, em uma vitória por 98-94 sobre o Indiana Pacers, Capela registrou 18 pontos e 10 rebotes e teve seu sexto duplo-duplo consecutivo, a melhor sequencia de sua carreira. Em 23 de novembro, ele registrou 29 pontos e 21 rebotes em uma derrota de 116-111 para o Detroit Pistons. Em 22 de dezembro, ele teve 21 pontos e 23 rebotes em uma vitória por 108-101 sobre o San Antonio Spurs. Em 25 de dezembro, ele registrou 16 pontos e 23 rebotes em uma vitória por 113-109 sobre o Oklahoma City Thunder. Em 3 de janeiro, ele teve 29 pontos e 21 rebotes em uma vitória de 135-134 sobre o Golden State Warriors. Em 14 de janeiro, ele ficou de fora de quatro a seis semanas com uma lesão no polegar direito que ele sofreu na noite anterior contra o Orlando Magic. Ele voltou à ação em 21 de fevereiro contra o Los Angeles Lakers depois de perder 15 jogos.

### Atlanta Hawks (2020–Presente)

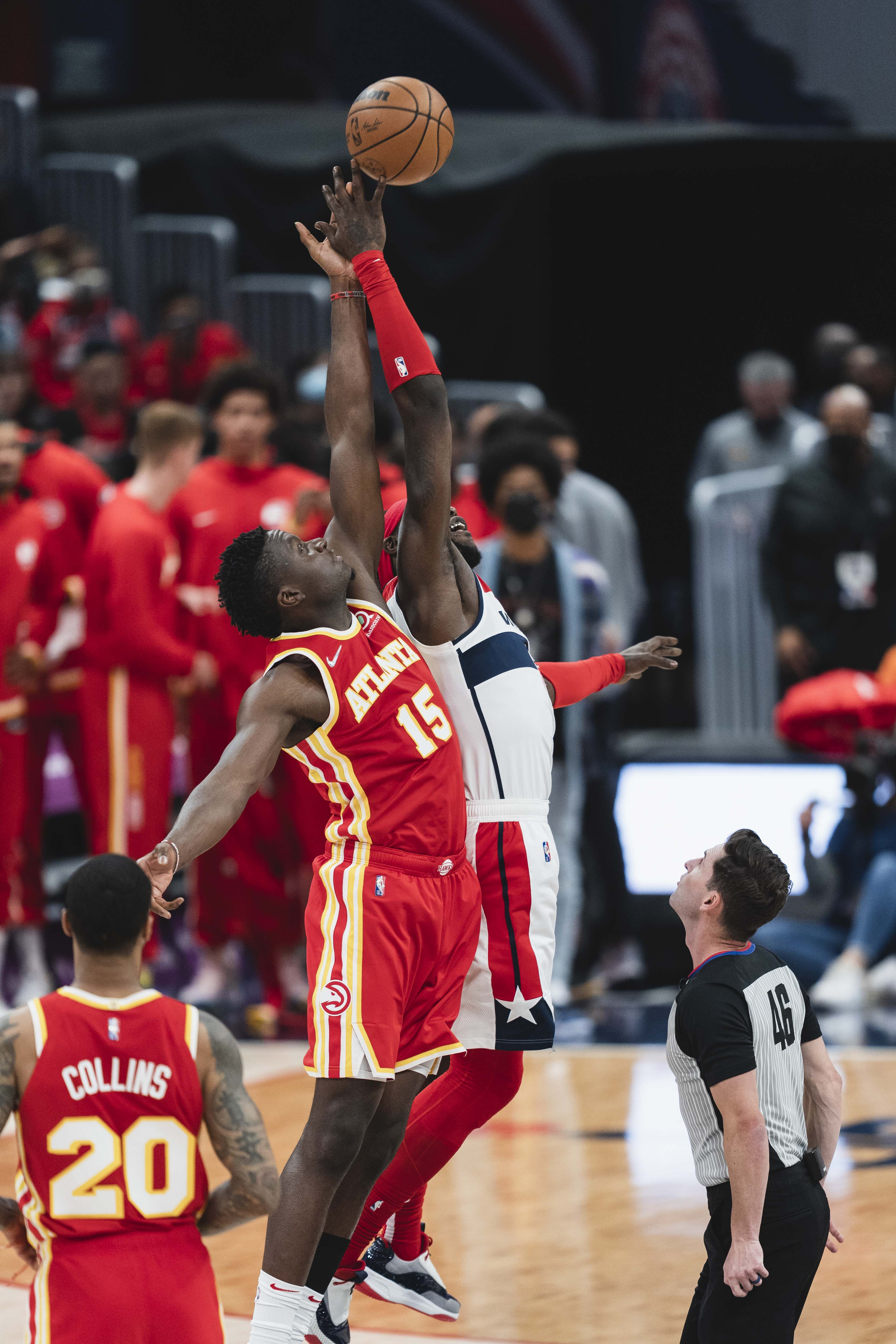
Capela jogando pelos Hawks em 2021.

Em 5 de fevereiro de 2020, Houston trocou Capela e Nenê para o Atlanta Hawks e recebeu Robert Covington e Jordan Bell em uma negociação de quatro equipes e 12 jogadores.
Em 28 de dezembro de 2020, Capela fez sua estreia nos Hawks e registrou sete pontos, nove rebotes e dois bloqueios na vitória de 128-120 contra o Detroit Pistons. Em 22 de janeiro de 2021, ele registrou seu primeiro triplo-duplo da carreira com 13 pontos, 19 rebotes e 10 bloqueios na vitória por 116-98 sobre o Minnesota Timberwolves. Durante os playoffs de 2021, Capela ajudou os Hawks a chegar às finais da Conferência. Em 23 de junho, ele marcou 12 pontos, incluindo a cesta da virada com 29,8 segundos restantes, e pegou 19 rebotes na vitória por 116–113 no Jogo 1 contra o Milwaukee Bucks. Os Hawks acabaram perdendo a série em seis jogos.
Em 31 de dezembro de 2021, Capela pegou 23 rebotes, seu recorde na temporada, e marcou 18 pontos durante a vitória por 121–118 sobre o Cleveland Cavaliers.
Em 11 de abril de 2023, durante o jogo do play-in contra o Miami Heat, Capela pegou 21 rebotes, além de marcar quatro pontos e fazer dois bloqueios, na vitória por 116–105 que garantiu a sétima posição nos playoffs para os Hawks.

## Carreira na seleção
Em agosto de 2013, Capela estreou pela Seleção Suíça nas eliminatórias para a EuroBasket de 2015.

## Estatísticas da carreira

### NBA

#### Temporada regular
| Ano      | Equipe   | PJ  | PT  | MPJ  | AP    | 3P   | LL   | RT   | AS  | BR | TO  | PPJ  |
| -------- | -------- | --- | --- | ---- | ----- | ---- | ---- | ---- | --- | -- | --- | ---- |
| 2014–15  | Houston  | 12  | 0   | 7.5  | .483  | —    | .174 | 3.0  | .2  | .1 | .8  | 2.7  |
| 2015–16  | Houston  | 77  | 35  | 19.1 | .582  | .000 | .379 | 6.4  | .6  | .8 | 1.2 | 7.0  |
| 2016–17  | Houston  | 57  | 51  | 23.6 | .643  | —    | .531 | 8.1  | 1.0 | .5 | 1.2 | 12.6 |
| 2017–18  | Houston  | 74  | 74  | 27.5 | .652* | .000 | .560 | 10.8 | .9  | .8 | 1.9 | 13.9 |
| 2018–19  | Houston  | 67  | 67  | 33.6 | .648  | —    | .636 | 12.7 | 1.4 | .7 | 1.5 | 16.6 |
| 2019–20  | Houston  | 39  | 39  | 32.8 | .629  | —    | .529 | 13.8 | 1.2 | .8 | 1.8 | 13.9 |
| 2020–21  | Atlanta  | 63  | 63  | 30.1 | .594  | —    | .573 | 14.3 | 0.8 | .7 | 1.2 | 15.2 |
| 2021–22  | Atlanta  | 74  | 73  | 27.6 | .613  | .000 | .473 | 11.9 | 1.2 | .7 | 1.3 | 11.1 |
| 2022–23  | Atlanta  | 65  | 63  | 26.6 | .653  | .000 | .603 | 11.0 | .9  | .7 | 1.2 | 12.0 |
| 2023–24  | Atlanta  | 73  | 73  | 25.8 | .571  | .000 | .631 | 10.6 | 1.2 | .6 | 1.5 | 11.5 |
| Carreira | Carreira | 601 | 538 | 25.4 | .606  | .000 | .508 | 10.2 | .9  | .6 | 1.3 | 11.6 |

#### Play-In
| Ano      | Equipe   | PJ | PT | MPJ  | AP   | 3P | LL   | RT   | AS  | BR  | TO  | PPJ  |
| -------- | -------- | -- | -- | ---- | ---- | -- | ---- | ---- | --- | --- | --- | ---- |
| 2022     | Atlanta  | 2  | 2  | 21.5 | .750 | —  | .500 | 12.5 | 1.5 | 1.0 | 1.5 | 11.0 |
| 2023     | Atlanta  | 1  | 1  | 28.4 | .667 | —  | .000 | 21.0 | 1.0 | .0  | 2.0 | 4.0  |
| 2024     | Atlanta  | 1  | 1  | 37.6 | .733 | —  | —    | 17.0 | 4.0 | .0  | .0  | 22.0 |
| Carreira | Carreira | 4  | 4  | 29.1 | .716 | —  | .250 | 16.8 | 2.1 | .3  | 1.1 | 12.3 |

#### Playoffs
| Ano      | Equipe   | PJ | PT | MPJ  | AP   | 3P   | LL   | RT   | AS  | BR  | TO  | PPJ  |
| -------- | -------- | -- | -- | ---- | ---- | ---- | ---- | ---- | --- | --- | --- | ---- |
| 2015     | Houston  | 17 | 0  | 7.5  | .677 | —    | .517 | 2.5  | .3  | .2  | .5  | 3.4  |
| 2016     | Houston  | 5  | 0  | 8.6  | .333 | —    | .400 | 4.0  | .4  | .6  | .4  | 1.6  |
| 2017     | Houston  | 11 | 11 | 26.0 | .561 | .000 | .615 | 8.7  | 1.1 | .7  | 2.5 | 10.5 |
| 2018     | Houston  | 17 | 17 | 30.6 | .660 | —    | .473 | 11.6 | 1.3 | .8  | 2.1 | 12.7 |
| 2019     | Houston  | 11 | 11 | 30.1 | .561 | —    | .429 | 10.3 | 1.5 | .3  | 1.1 | 9.7  |
| 2021     | Atlanta  | 14 | 14 | 33.1 | .594 | —    | .444 | 11.9 | 0.9 | 0.6 | 1.1 | 9.9  |
| 2022     | Atlanta  | 2  | 2  | 20.0 | .333 | —    | —    | 7.5  | .0  | .5  | .5  | 2.0  |
| 2023     | Atlanta  | 6  | 6  | 25.2 | .605 | —    | .667 | 8.3  | .5  | 1.0 | .5  | 8.3  |
| Carreira | Carreira | 83 | 61 | 22.6 | .540 | .000 | .506 | 8.1  | .7  | .5  | 1.0 | 7.2  |

### EuroLeague
| Ano     | Equipe      | PJ | PT | MPJ | AP   | 3P   | LL    | RT  | AS | BR | TO | PPJ |
| ------- | ----------- | -- | -- | --- | ---- | ---- | ----- | --- | -- | -- | -- | --- |
| 2012–13 | Élan Chalon | 7  | 0  | 8.0 | .636 | .000 | 1.000 | 3.0 | .3 | .4 | .7 | 2.3 |